# Luca 2

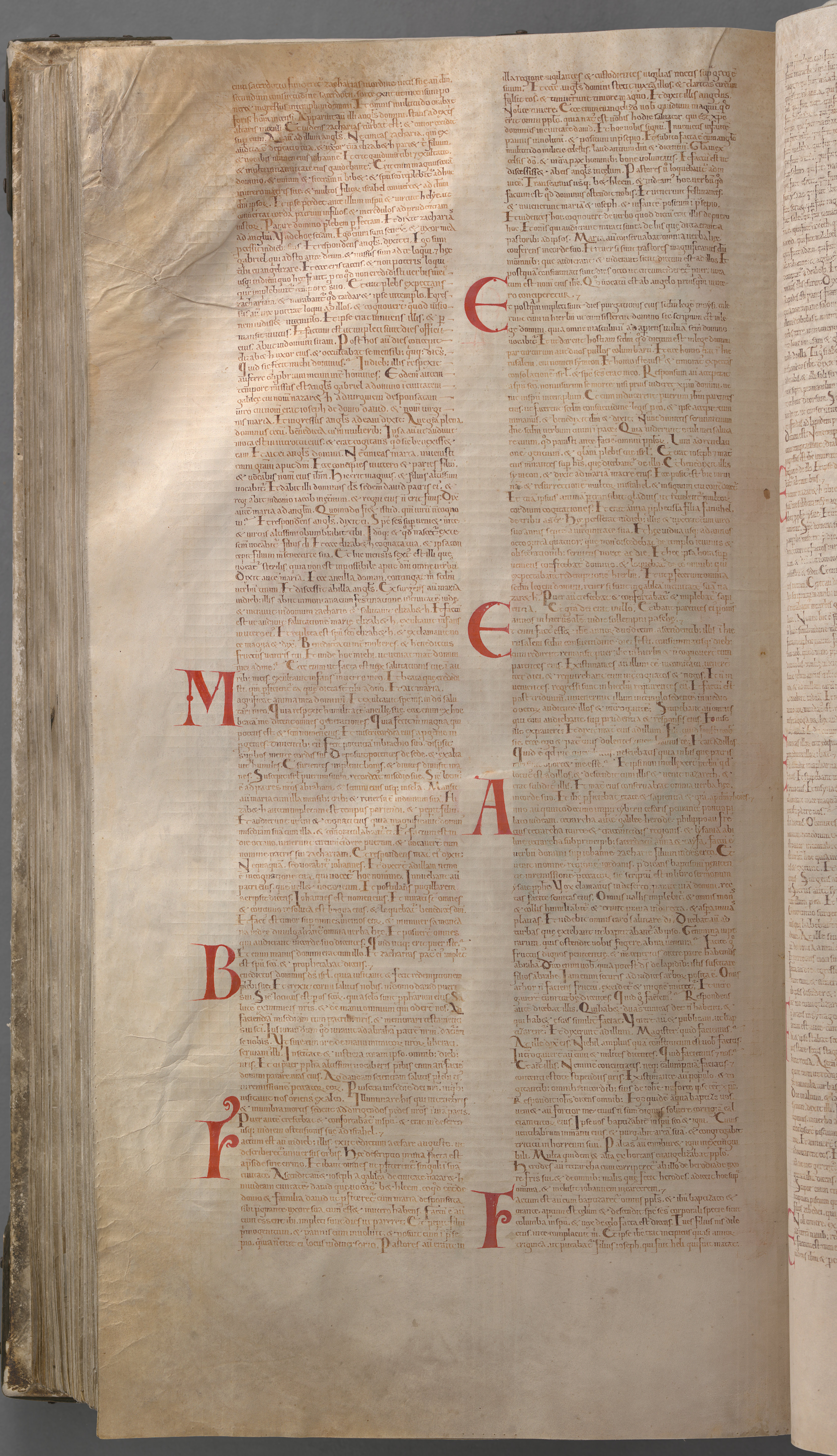
Luca 1,8–3,23 nel Codex Gigas (XIII secolo).

Luca 2 è il secondo capitolo del vangelo secondo Luca nel Nuovo Testamento. Contiene il racconto della nascita di Gesù e della sua fanciullezza. I versetti 1–19 ad eccezione del versetto 2 sono comunemente letti durante la messa di Natale.

## Testo

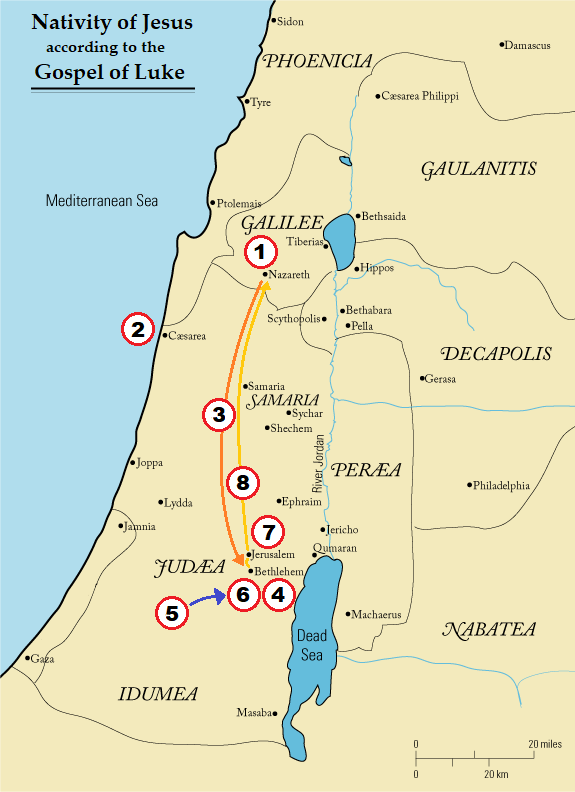
Mappa degli eventi della natività di Gesù narrati nel vangelo secondo Luca.
Legenda: 1. Annunciazione a Nazareth

Il testo originale venne scritto in greco antico. Questo capitolo è diviso in 52 versetti.

### Testimonianze scritte
Tra le principali testimonianze documentali di questo capitolo vi sono:
- Papiro 4 (150-175; versetti 1; 6-7)[1]
- Codex Vaticanus (325-350)
- Codex Sinaiticus (330-360)
- Codex Bezae (~400)
- Codex Washingtonianus (~400)
- Codex Alexandrinus (400-440)
- Codex Ephraemi Rescriptus (~450; versetti 3-80)

## Nascita di Gesù (2,1–7)

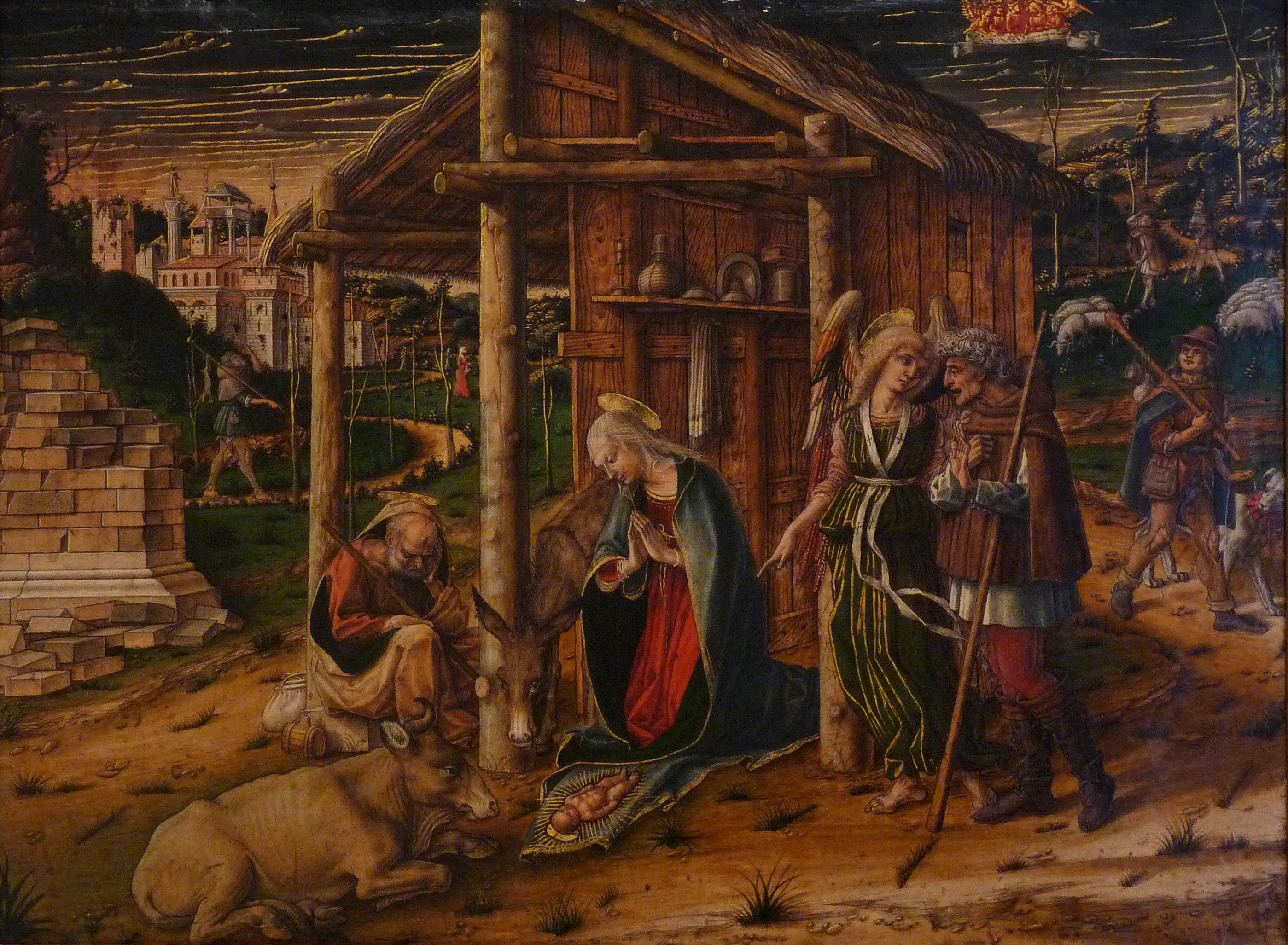
Adorazione dei pastori, di Carlo Crivelli (1490, Musée des Beaux-Arts de Strasbourg)

Secondo il vangelo di Luca, Augusto ordinò un censimento dell'".. intero Impero romano", durante il governatorato di Quirinio in Siria e questa è la ragione per cui Giuseppe e Maria, che vivevano a Nazareth, si trovavano a Betlemme, luogo di nascita di re Davide e poi di Gesù stesso. Le traduzioni moderne suggeriscono che il proposito di questo censimento era di registrare tutti gli abitanti, probabilmente a scopi fiscali.
Secondo la narrazione del capitolo 1, Maria aveva già viaggiato da Nazareth a una città sulle colline della Giudea (forse Hebron) in visita a sua cugina Elisabetta, e poi era tornata a Nazareth, e poi nuovamente aveva intrapreso un viaggio con Giuseppe da Nazareth a Betlemme.
L'accuratezza di questi elementi, utili a datare l'esatta nascita di Gesù, è ancora oggi discussa da molti studiosi.

## Gli angeli e i pastori (2,8–20)
Luca riporta quindi la presenza di una serie di pastori che lavoravano nei pressi del luogo ove nacque Gesù che vennero visitati da un angelo che disse loro che, a Betlemme, la "...città di Davide... Cristo il Signore" era nato. 

### Versetto 10
ma l'angelo disse loro: «Non temete, ecco vi annunzio una grande gioia, che sarà di tutto il popolo:"

### Versetto 11
"oggi vi è nato nella città di Davide un salvatore, che è il Cristo Signore."
"Una moltitudine dell'esercito celeste" appare quindi, pregando Dio e dicendo "Gloria a Dio nell'alto dei Cieli e pace in terra agli uomini che egli ama..." Gli studiosi discutono sull'ultima parte di questa frase che viene tradotta per la maggiore con "... agli uomini di buona volontà". La riga è la parte d'apertura della Dossologia e fa parte dei riti della chiesa.
Gli angeli ritornano quindi in cielo ed i pastori si portano a Betlemme per vedere coi loro occhi il bambino, e difatti vi trovano Giuseppe e Maria assieme a Gesù bambino. Essi quindi diffondono quanto hanno visto seguendo le indicazioni date loro dagli angeli, e ritornano alle loro capanne. Genericamente è ritenuto singolare l'aver dato l'annuncio ai pastori, i quali erano posti al gradino più basso nella scala sociale della Palestina del I secolo d.C. Si crea così un contrasto notevole tra gli altri potenti personaggi menzionati nella Natività come ad esempio l'imperatore Augusto, fatto che sembra riflettere le parole di Maria pronunciate nel Magnificat: "Ha rovesciato i potenti dai troni, ha innalzato gli umili." La frase "pace agli uomini di buona volontà" dunque è stata interpretata sia come diretta ad un gruppo di persone scelte in particolare da Dio, sia come la volontà di Dio di diffondere il suo favore nel mondo.
Luca non fa menzione dei Re Magi, né della Strage degli Innocenti, né della fuga in Egitto che si trovano invece narrate in Matteo 2.

## Circoncisione e scelta del nome (2,21)
Luca 2,21 narra di quando Giuseppe e Maria portarono il loro bambino perché fosse circonciso, otto giorni dopo la sua nascita, occasione nella quale gli diedero il nome di Gesù, come l'arcangelo Gabriele aveva detto di fare a Maria in Luca 1,31. Il teologo protestante Jeremy Taylor riporta come la circoncisione di Gesù sia stata descritta per dar prova della sua umanità e del pieno rispetto della legge di Mosè, ovvero un modo per integrarlo nella società in cui egli si sarebbe trovato a vivere (prevalentemente di fede ebraica) la quale, senza questa piena aderenza al credo ebraico, sarebbe probabilmente stata molto meno ricettiva nei confronti della sua successiva opera di evangelizzazione.

## Presentazione al Tempio (2,22–38)

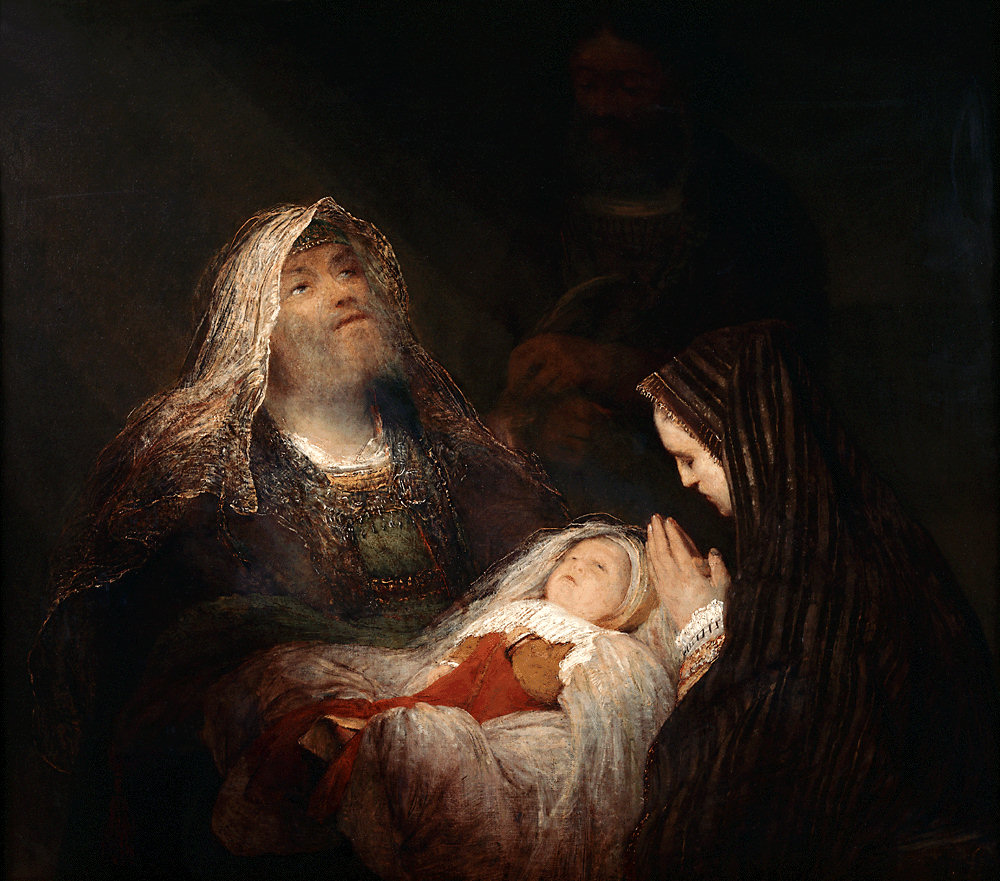
La preghiera di Simeone, dipinto di Aert de Gelder, c. 1700–1710.

### Versetto 22
Quando venne il tempo della loro purificazione secondo la Legge di Mosè, portarono il bambino a Gerusalemme per offrirlo al Signore;
La legge in Levitico 12,1-8 richiedeva che ogni figlio maschio, dopo otto giorni dalla nascita, fosse presentato al tempio, con la madre giudicata "impura" per i precedenti sette giorni, alla quale era richiesta una permanenza a casa per altri 33 giorni dopo i quali, al quarantesimo giorno, era prescritto un sacrificio di purificazione da farsi esclusivamente in Gerusalemme. È quindi secondo la legge Maria, non suo figlio, a necessitare di una purificazione, dal momento che, per quanto Maria non fosse intaccata dal "inquinamento" della concezione, dal momento che il concepimento di Gesù era puro nella sua natura, ella decide comunque di attenersi alle leggi prescritte per la purificazione, affinché la legge fosse pienamente rispettata (cfr. Galati 4,4).
"I giorni della sua purificazione" (ימי טהרה, yə-mê ṭā-ho-rāh, presenti in Levitico 12,4 e in 12,6) devono essere rispettati sull'ordine di quanto disposto dai maimonidi:
una novella madre non porti offerta sino al quarantesimo giorno per [la nascita di] un maschio, né sino all'ottantesimo giorno per [la nascita di] una femmina, e sino al tramonto: ella porterà l'offerta al quarantunesimo giorno per un maschio e all'ottantunesimo giorno per una femmina: e questo è quanto viene prescritto, (Levitico 12,6) e "quando i giorni della purificazione saranno compiuti per lei per un maschio, o per una femmina, li porterà"
L'azione narrata subito dopo nel capitolo da Luca è quindi quella in cui sia Giuseppe che Maria si portano al Tempio di Gerusalemme per compiere la purificazione rituale di Maria e fare il sacrificio previsto dalla legge di Mosè, dove la coppia sceglie l'opzione prevista per i più poveri (che non potevano permettersi il sacrificio di un agnello) e prevista da Levitico 12,8, sacrificando cioè "un paio di colombe o due piccioni giovani." Questo sacrificio si compiva tradizionalmente presso il cancello orientale del tempio, detto cancello di Nicanor, in particolare per quelle donne:
sospettate di adulterio, di consumare alcolici, oltre che purificare le novelle madri.
Quindi la coppia presenta Gesù a Dio tramite un sacerdote, suo rappresentante. Qui è la prima volta in cui Gesù varca la soglia del Tempio di Gerusalemme, come era stato predetto (Malachia 3,1).
La presentazione di Gesù al Tempio lo fa entrare ufficialmente a far parte dell'ebraismo e conclude la narrazione della nascita nel vangelo di Luca. "La narrazione di Luca della presentazione al tempio combina tra loro il rito della purificazione con la cerimonia ebraica della redenzione del primogenito (Luca 2,23–24)."
Nel tempio, Maria e Giuseppe incontrano Simeone e Anna. Simeone attendeva la venuta del Cristo, e dichiara di credere fermamente che Gesù lo sia. Simeone prega col Nunc Dimittis (Cantico di Simeone) e dice a Maria "Egli è qui per la rovina e la risurrezione di molti in Israele, segno di contraddizione perché siano svelati i pensieri di molti cuori. E anche a te una spada trafiggerà l'anima." Anna, una vecchia donna vedova che trascorreva la maggior parte della sua giornata al tempio a pregare, si porta pure lei a lodare Gesù.

## Ritorno a Nazareth e infanzia di Gesù (2,39–40)
Nei versetti 39-40 la famiglia ritorna a Nazareth, in Galilea, dove Gesù cresce e diviene forte e saggio. Egli riceve il favore o la grazia di Dio. A differenza di quanto accade nei vangeli apocrifi, in quello di Luca non sono narrate storie dell'adolescenza di Gesù, ne in altri vangeli canonici.

## Gesù al Tempio (2,41–50)

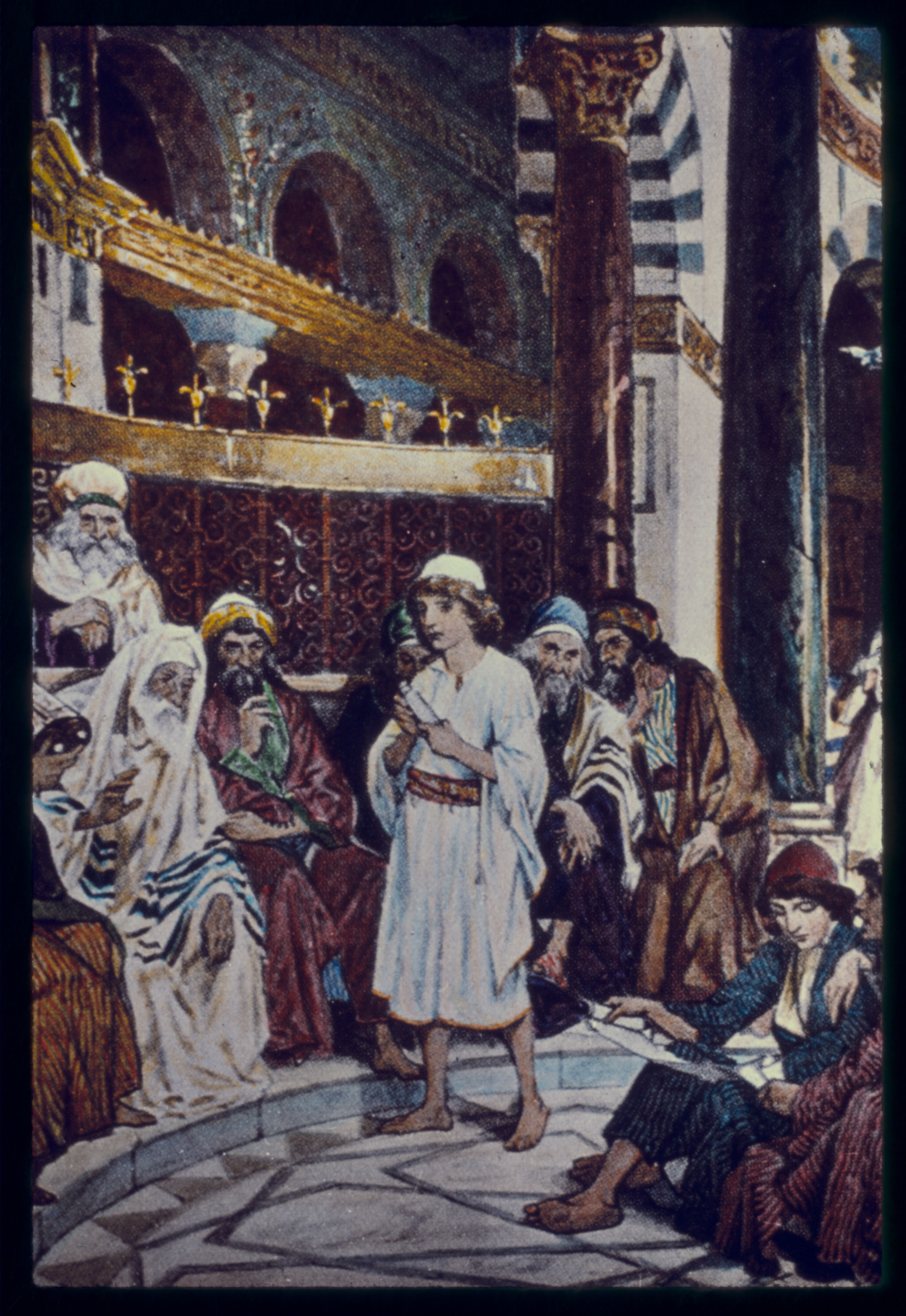
"Gesù... interroga i dottori della legge" (Luca 2,41–50), disegno di William Hole (1846-1917). G. Eric and Edith Matson Photograph Collection.

Il vangelo narra di un'unica storia relativa alla giovinezza di Gesù, ovvero quando egli ha dodici anni e la sua famiglia si porta a Gerusalemme per il Pesach ebraico. La famiglia riparte verso casa con un grande gruppo di parenti e amici e il giorno dopo l'arrivo, Maria e Giuseppe si accorgono che Gesù è scomparso. I genitori tornano a Gerusalemme e dopo tre giorni lo trovano al tempio, intento a parlare coi dottori della legge ivi presenti. I suoi parenti lo rimproverano della sua fuga, ma Gesù replica che essi dovevano aspettarsi di trovarlo in quel luogo: "Perché mi cercavate? Non sapevate che io devo occuparmi delle cose del Padre mio?". La famiglia non comprende ciò di cui il giovane sta parlando. Tutti insieme ritornano quindi a Nazareth.

## Adolescenza e giovinezza (2,51–52)

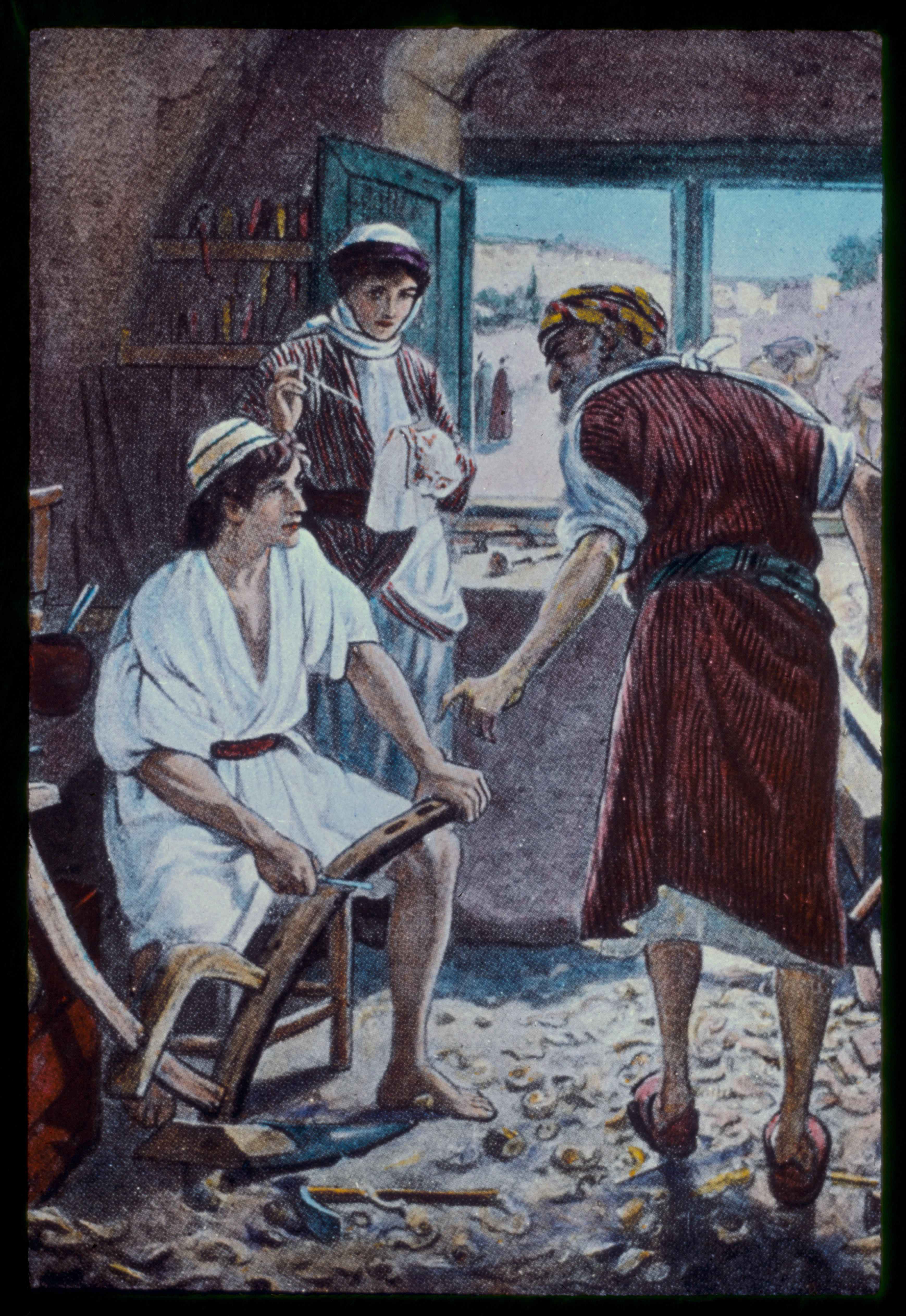
"Gesù coi genitori a Nazareth" (Luca 2,51-52), disegno di William Hole (1846-1917). G. Eric and Edith Matson Photograph Collection.

Gesù continua a crescere sia in saggezza che nel corpo, e sempre col favore di Dio. Questo versetto rispecchia chiaramente il versetto 40, e completa i primi anni di vita di Gesù nella narrazione. Lo ritroveremo infatti nel capitolo 3, versetto 21, quando verrà battezzato da Giovanni il Battista.